# Adolf Diesterweg

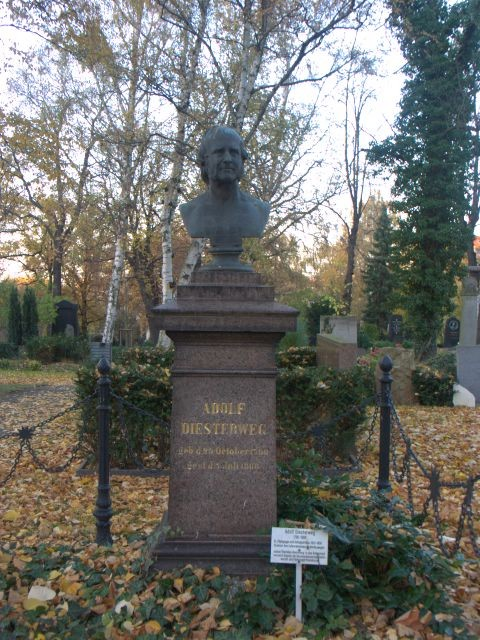
Pomník A. Diestewega v Berlíně

Adolf Diesterweg (29. října 1790, Siegen – 7. července 1866, Berlín) byl německý pedagog a organizátor německého učitelského hnutí. Jeho stěžejním dílem je Rukověť vzdělání pro německé pedagogy (Wegweiser zur Bildung für deutsche Lehrer), ve kterém zdůrazňuje, aby byli žáci vedeni k pravdě a svobodě přirozenou výchovou. Při výuce kladl důraz na názornost, aktivnost a přihlížení k současným kulturním poměrům země. Vyzdvihuje úlohu učitele, který by se podle něj měl neustále vzdělávat.